# Oecetis immobilis
Oecetis immobilis är en nattsländeart som först beskrevs av Hagen 1861.  Oecetis immobilis ingår i släktet Oecetis och familjen långhornssländor. Inga underarter finns listade i Catalogue of Life.